# خايمي أرانغو
خايمي أرانغو (بالإسبانية: Jaime Arango) هو لاعب كرة قدم كولومبي، ولد في 14 يناير 1962 في إيتاغوي في كولومبيا. لعب مع أتلتيكو ناسيونال.

## وصلات خارجية
- خايمي أرانغو على موقع الاتحاد الأوربي (الإنجليزية)
- خايمي أرانغو على موقع قاعدة بيانات كرة القدم.إي يو (الإنجليزية)
- خايمي أرانغو على موقع ناشيونال فوتبول تيمز (الإنجليزية)